# Ante (prénom)
Pour les articles homonymes, voir Ante.
Cette page présente le prénom Ante ainsi que ses variantes.
Ante est un prénom masculin croate et suédois, diminutif de Anton, Antonio, Anders et Andreas,. Anté est le variant lituanien du prénom en tant que diminutif d'Antanas.

## Personnes portant ce prénom
- Pour l'ensemble des articles sur les personnes portant ce prénom, consulter :
  - la liste des articles dont le titre commence par ce prénom
  - les listes produites par Wikidata : Liste des personnes de prénom « Ante » — même liste en incluant les éventuels prénoms composés qui contiennent « Ante ».